# 웨스트햄 유나이티드 FC 위민
웨스트 햄 유나이티드 FC 위민(West Ham United Women Football Club)은 웨스트 햄 유나이티드 소속의 잉글랜드 여자 축구단이다.

## 선수단

### 역대 선수
- 하세가와 유이